# Вівсянка жовтоброва
Вівсянка жовтоброва (Emberiza chrysophrys) — птах, родини вівсянкових. Маса тіла: близько 20 г, довжина тіла: близько 15 см.
У дорослого самця в шлюбному вбранні верх голови чорно-бурий, через тім'я до потилиці проходить біла смуга; над оком широка жовта «брова», яка ззаду біла; вуздечка, щоки і покривні пера вух чорно-бурі, окреслені знизу білим, на покривних перах вух білі плями; спина і покривні пера крил оливково-бурі, з темними рисками; поперек і надхвістя рудувато-бурі; горло біле, по краях окреслене темно-бурими смугами; низ кремово-білий, на волі дрібні чорні риски; боки тулуба буруваті, з чорними рисками; махові пера сірувато-бурі, з рудуватою облямівкою; хвіст темно-бурий, на крайніх стернових перах біла барва; верхня щелепа сірувато-бура, нижня — рожевувата; ноги рожевувато-бурі; в позашлюбному оперенні верх голови, вуздечка, щоки і покривні пера вух бурі; біла смуга на тім'ї ледь помітна. Доросла самка схожа на позашлюбного самця, але «брови» жовтуваті. Молодий птах подібний до самки.
Середовище існування: чагарники, хвойні ліси. Полюбляє співати, сидячи на верхівці дерева або куща.
3вуки: поклик — різке «чіт», пісня коротка, наприкінці з прискоренням.
Відмінності від схожих видів: від вівсянки-ремеза відрізняється жовтими або жовтуватими «бровами» і чорними рисками на волі й боках тулуба; від звичайної вівсянки — темним верхом голови з білою смугою на тім'ї і темними вуздечкою і щоками, які окреслені знизу білим; від очеретяної вівсянки в позашлюбному оперенні — жовтими «бровами».

## Живлення
Живиться насінням і комахами.

## Розмноження
Гніздо з трави будує на деревах, найчастіше — на ялинах, на бічних гілках дерев, на різній висоті. У кладці зазвичай 4-5 світло-сірих яєць з рідкими темно-бурими або чорними крапками.

## Географія
Мешкає в Центральному Сибіру, Кореї, та ін. В Україні рідкісний залітний. Зареєстровано в Львівській області.